# Hedmark
Hedmark este o fostă provincie norvegiană, situată în partea de sud-vest a țării, la granița cu Suedia. În urma reformei administrative din 2020, Hedmark a fost contopit împreună cu provincia Oppland pentru a da naștere noii unități administrative cunoscută sub numele de Innlandet.

## Comune
- Alvdal
- Eidskog
- Elverum
- Engerdal
- Folldal
- Grue
- Hamar
- Kongsvinger
- Løten
- Nord-Odal
- Os
- Rendalen
- Ringsaker
- Stange
- Stor-Elvdal
- Sør-Odal
- Tolga
- Trysil
- Tynset
- Våler
- Åmot
- Åsnes